# 莫德格玛
莫德格玛（1942年—），女，蒙古族，中国舞蹈表演艺术家、舞蹈理论家，一级演员，中国舞蹈家协会理事，第五、六、七、八、九、十届全国政协委员。代表作为舞蹈《盅碗舞》。